# Bathyraja eatonii
Bathyraja eatonii är en rockeart som först beskrevs av Günther 1876.  Bathyraja eatonii ingår i släktet Bathyraja och familjen egentliga rockor. IUCN kategoriserar arten globalt som otillräckligt studerad. Inga underarter finns listade.